# Reddick (Illinois)
Reddick és una vila dels Estats Units a l'estat d'Illinois. Segons el cens del 2000 tenia 219 habitants.

## Demografia
Segons el cens del 2000, Reddick tenia 219 habitants, 80 habitatges, i 60 famílies. La densitat de població era de 367,6 habitants/km².
Dels 80 habitatges en un 33,8% hi vivien nens de menys de 18 anys, en un 63,8% hi vivien parelles casades, en un 10% dones solteres, i en un 25% no eren unitats familiars. En el 22,5% dels habitatges hi vivien persones soles el 16,3% de les quals corresponia a persones de 65 anys o més que vivien soles. El nombre mitjà de persones vivint en cada habitatge era de 2,74 i el nombre mitjà de persones que vivien en cada família era de 3,2.
Per edats la població es repartia de la següent manera: un 26,5% tenia menys de 18 anys, un 9,6% entre 18 i 24, un 26,5% entre 25 i 44, un 21,9% de 45 a 60 i un 15,5% 65 anys o més.
L'edat mediana era de 37 anys. Per cada 100 dones de 18 o més anys hi havia 87,2 homes.
La renda mediana per habitatge era de 61.250 $ i la renda mediana per família de 66.250 $. Els homes tenien una renda mediana de 37.917 $ mentre que les dones 28.056 $. La renda per capita de la població era de 21.207 $. Aproximadament el 14,7% de les famílies i el 8,7% de la població estaven per davall del llindar de pobresa.

## Poblacions properes
El següent diagrama mostra les poblacions més properes.